# Fabrizio Meoni
Fabrizio Meoni (Castiglion Fiorentino, 31 dicembre 1957 – Kiffa, 11 gennaio 2005) è stato un pilota motociclistico italiano, specializzato nei rally.

## Carriera

### Esordi
Nato a Castiglion Fiorentino, la sua passione per l'enduro lo porta, fin da ragazzo, alla carriera motociclistica.
Nel 1974 compra la sua prima moto, una Ancillotti 50 cm³, con la quale partecipa a gare di enduro regionali l'anno successivo e conseguirà ottimi risultati. Poi passa a guidare una Beta 125 cm³ e una SWM 125 cm³.
Nel 1978 lascia gli studi di ingegneria e si dedica completamente alle moto, vincendo il campionato italiano 125 e secondo nel campionato italiano 125 junior con una Fantic Motor.
Nel 1979 passa alla categoria senior con una Ancillotti 250 cm³ ed entra nella nazionale di enduro. Nel frattempo deve fermarsi causa servizio militare ma riprende le gare nel 1981 su di una SWM sia 175 sia 350 cm³.
Nel frattempo apre con l'amico Paolo Acciai un negozio officina di moto da cross ed enduro, la STEELS che è il cognome di Paolo tradotto in Inglese.

### I primi rally
Nel 1988 diviene campione italiano di enduro ma è l'anno successivo che avviene la svolta: noleggia una KTM 350 cm³ e partecipa al suo primo rally, l'Incas Rally in Perù. Giunge quarto e scopre la sua vera vocazione. L'anno successivo prepara una KTM 500 cm³ 2t per partecipare al Rally di Tunisia ma cade e s'infortuna. Torna in Perù e questa volta vince il Rally.

### La consacrazione nella Dakar
Nel 1997 Fabrizio viene scelto dalla KTM come pilota ufficiale per partecipare alla Parigi-Dakar. Cade però al secondo giorno, infortunandosi al polso dovendo quindi ritirarsi. L'anno successivo arriva nella stessa gara secondo dietro a Stéphane Peterhansel. Il 1999 è un anno cruciale: arriva terzo quasi al traguardo dove rompe il motore, che viene sistemato e termina al decimo posto. Iniziano i dissapori con la casa austriaca anche perché viene ridimensionato il budget e interrompe quindi il contratto, ma viene richiamato dopo aver vinto altri due rally. Vince in Tunisia ed Egitto, fino alle due vittorie nella Parigi-Dakar nel 2001 e nel 2002. Nel 2003 Fabrizio in sella alla sua KTM trionfa al Rally di Tunisia. Poco dopo il suo 45º compleanno partecipa alla Dakar e ottiene un terzo posto dietro ai francesi Richard Sainct e Cyril Despres su KTM. La KTM 950 Rally che lo ha portato a vincere nel 2002 è stata meno affidabile delle monocilindriche che infatti si sono aggiudicate i primissimi posti; inoltre la caduta alla quattordicesima tappa è stata cruciale; però la vittoria della tappa successiva, quando ferito e dolorante arriva primo, conferma la sua tempra e volontà di vincere.
Fabrizio Meoni muore a causa di un arresto cardiaco, in seguito ad una caduta nella quale si ruppe due vertebre cervicali, durante l'edizione del 2005 della Parigi-Dakar, al km 184 dello sterrato tra Atar e Kiffa (Mauritania), in quello che sarebbe già di per sé dovuto essere il suo ultimo raid.

## Risultati sportivi
| Anno | Rally Incas | Rally Dakar | Desert Cannonball | Rally di Tunisia | Rally d'Egitto | Rally del Dubai |
| ---- | ----------- | ----------- | ----------------- | ---------------- | -------------- | --------------- |
| 1989 | 4           |             |                   |                  |                |                 |
| 1990 | 1           |             |                   | Rit.             |                |                 |
| 1992 |             | 12          |                   |                  |                | 3               |
| 1994 |             | 3           |                   |                  |                |                 |
| 1995 |             | 4           |                   |                  |                |                 |
| 1996 |             | Rit.        | 1                 |                  |                |                 |
| 1997 |             | Rit.        |                   | 1                |                |                 |
| 1998 |             | 2           |                   | 2                | 1              | 2               |
| 1999 |             | 10          |                   |                  | 1              | 1               |
| 2000 |             | Rit.        |                   | 1                | 1              |                 |
| 2001 |             | 1           |                   | 1                | 1              |                 |
| 2002 |             | 1           |                   | Rit.             | 3              |                 |
| 2003 |             | 3           |                   | 1                |                |                 |

## Vita privata
Nel 1988 sposa Elena, dalla quale ha due figli: Gioele e Chiara (morta nel 2021 a 18 anni dopo una lunga malattia).
Il suo impegno non è andato solo nel motociclismo, ma anche in iniziative di solidarietà, come quella che lo vide fondatore dell'associazione "Solidarietà in buone mani", con la quale riuscì a costruire una scuola per i bambini del Senegal. Oggi nel suo nome esiste la Fondazione Fabrizio Meoni ONLUS che opera in Africa.
Gioele è il cofondatore di una startup che ricerca e sviluppa soluzioni per la tecnologia e la sicurezza negli sport off-road, e partecipa in moto per la prima volta nella Dakar 2024 con una KTM, classificandosi quarantasettesimo (primo degli italiani).